# Johan Bentzon
Johan Svend Bentzon (1. februar 1909 i Svendborg – april 2007) var en dansk fløjtenist, der udover sit virke som musiker var meget aktiv i sit arbejde for ny dansk musik bl.a. som medlem af bestyrelsen i Det Unge Tonekunstnerselskab (DUT) i 1931-56. Han var medstifter og medlem af Blæserkvintetten af 1932 og fra 1944 fløjtenist og piccolofløjtenist i Radiosymfoniorkestret. Han var desuden medlem af talrige danske og internationale musikorganisationer. I 1972 blev han knyttet til Det kongelige danske Musikkonservatorium som administrativ medarbejder. Han var fætter af komponistene Jørgen Bentzon og Niels Viggo Bentzon, og han var svoger af pianisten og komponisten Otto Mortensen.
Fra 1950 til 1953 var han formand for Radiosymfoniorkestret og var hovedkraften bag den store turné til USA i 1952. Også ved senere turnéer virkede han som rejseleder i samarbejde med sin gode ven og medarbejder Waldemar Wolsing. De to virkede i tæt samarbejde i en menneskealder i egenskab af orkestermusikere, kammermusikere, i Radiosymfoniorkestrets bestyrelse og i DUT. Bentzon var ideologen med en filosofisk tilnærming til problemerne medens Wolsing var strategen der skød kuglerne ud. Bentzon, der også havde organisteksamen, havde studeret i Paris og var fast tolk i Radiosymfoniorkestret, når der skønnedes nødvendigt ved besøg af de store dirigenter fra udlandet.